# Grejpfrut

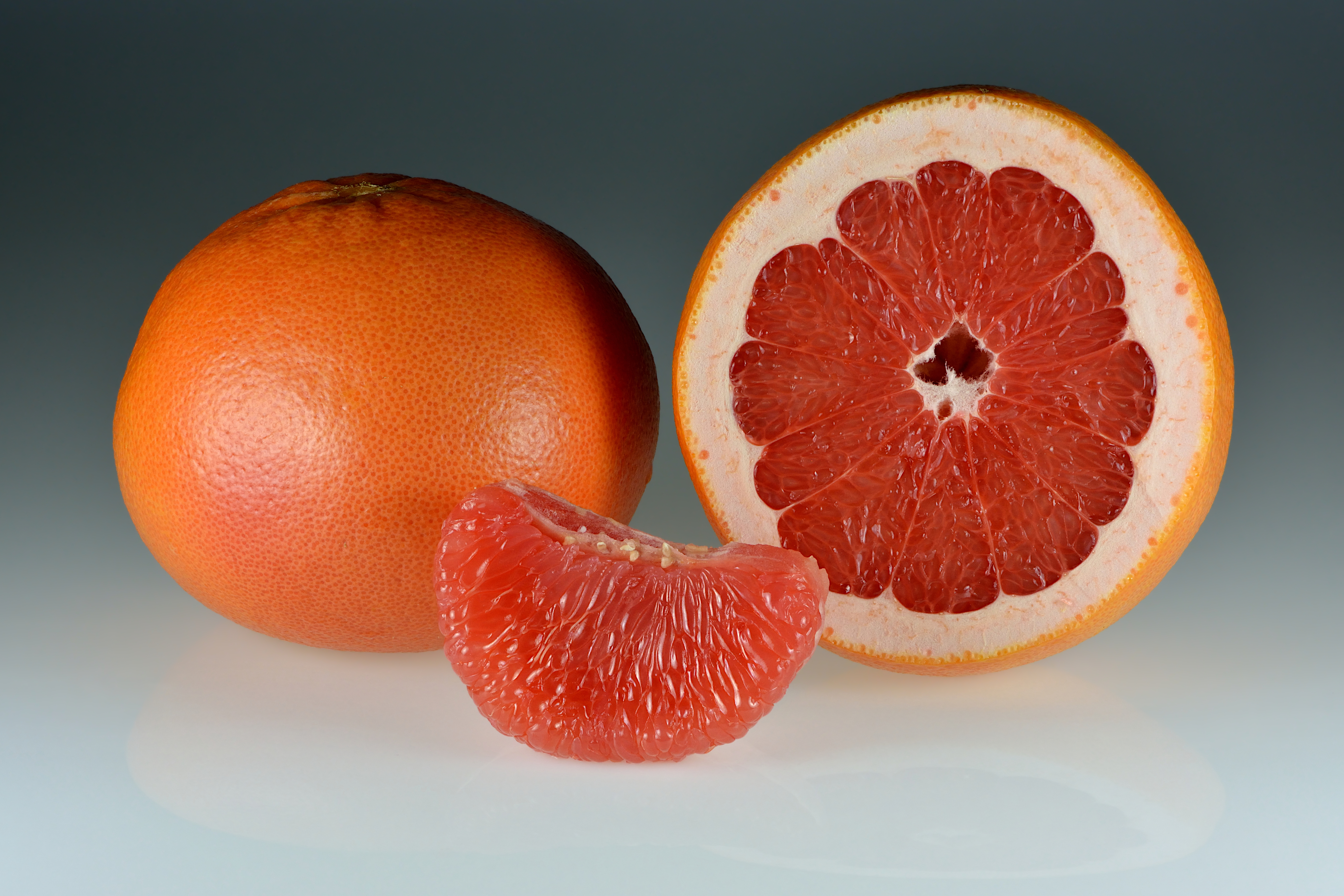
Owoc grejpfruta czerwonego

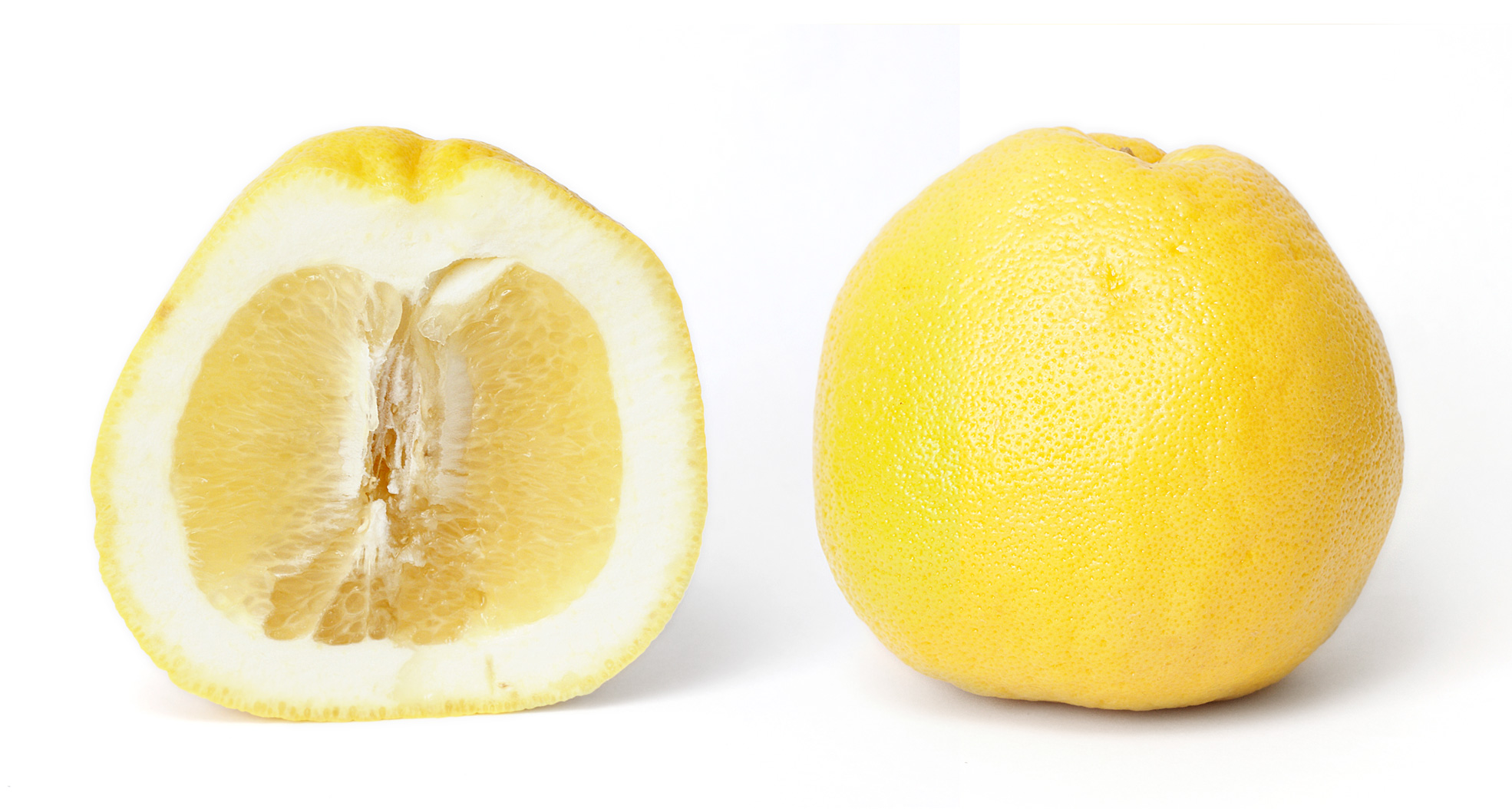
Owoc grejpfruta żółtego

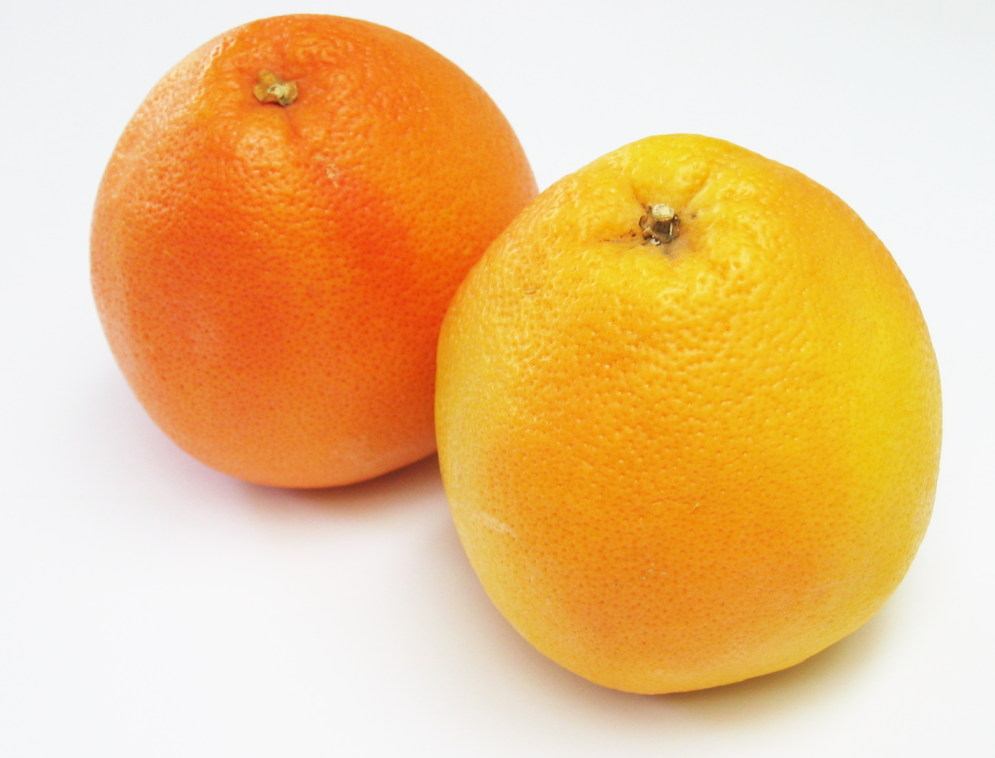
Porównanie dwóch powyższych odmian

Grejpfrut (Citrus paradisi) – gatunek wiecznie zielonej rośliny z rodziny rutowatych. Grejpfruty prawdopodobnie są mieszańcem pomarańczy olbrzymiej (Citrus maxima) z Archipelagu Malajskiego, z pomarańczą chińską (Citrus sinensis), przy czym pomarańcze chińskie prawdopodobnie są także krzyżówkami, aczkolwiek dużo wcześniejszymi, tychże pomarańczy olbrzymich z mandarynkami (Citrus reticulata). Grejpfruty sprowadzone zostały i zadomowione na wyspie Barbados w XVII wieku przez kapitana Jamesa Shaddocka. Basen Morza Karaibskiego stał się głównym obszarem ich uprawy. Obecnie roślina uprawiana jest w wielu regionach strefy podzwrotnikowej (m.in. na Florydzie i w Kalifornii). Daje plon 300 ton z hektara.

## Morfologia
PokrójDrzewo osiągające 15 m wysokości.
LiścieOwalne, duże (ale mniejsze niż u pomarańczy olbrzymiej), lśniące.
KwiatyBiałe, duże, pojedyncze lub w gronach.
OwocKulista jagoda, osiąga masę 200 – 500 g i średnicę do 15 cm. Owoc ma stosunkowo cienką skórkę i ściśle złączone segmenty, w smaku jest słodko-kwaśny z charakterystyczną nutą goryczki. W zależności od odmiany barwa owocu jest zmienna – od jasnożółtej, przez różową do czerwonej.

## Zastosowanie
- Sztuka kulinarna: owoce są jadalne na surowo, mają charakterystyczny, winno-gorzkawy smak. Sok używany jest do produkcji napojów orzeźwiających.
- Roślina lecznicza. Owoc grejpfruta zawiera 89% wody, dużą ilość witaminy C (~40 mg/ 100 g)[4], nieznaczne ilości cukrów (5,6 g/100 g), kwasy organiczne oraz niewielkie ilości witamin z grupy B. W miąższu występują karoteny – głównie likopen i β-karoten, warunkujące jego zabarwienie. Za gorzki smak owocu odpowiada naryngina.

## Interakcje z lekami
Zawarta w grejpfrucie naryngina jest inhibitorem enzymów wątrobowych: cytochromu P450 CYP3A4 i CYP1A2, które odpowiadają za unieczynnianie wielu popularnych leków. W konsekwencji, spożywanie grejpfruta lub jego soku wraz z lekami metabolizowanymi przez owe enzymy może prowadzić do kumulacji leków w organizmie i wystąpienia niebezpiecznych działań niepożądanych. Dla bezpieczeństwa zaleca się unikanie spożywania grejpfrutów i ich soku podczas stosowania leków.

## Uprawa
Może być uprawiany w strefach 9-11. Wszystkie odmiany mogą być rozmnażane tylko wegetatywnie. Istnieją odmiany odporne na niewielkie przymrozki, np. Marsh, Morrison Seedless, Golden Special. Popularnie odmiany dzieli się na:
- czerwone – smak gorzki, kwaśny, soczysty
- żółte – smak kwaśny, soczysty
- zielone – smak słodki, średnio soczysty.

Przez skrzyżowanie z mandarynką (Citrus reticulata) otrzymano mieszańca o nazwie tangelo. Przez skrzyżowanie z pomarańczą olbrzymią (Citrus maxima) otrzymano mieszańca sweetie. 